# Emil Steigner

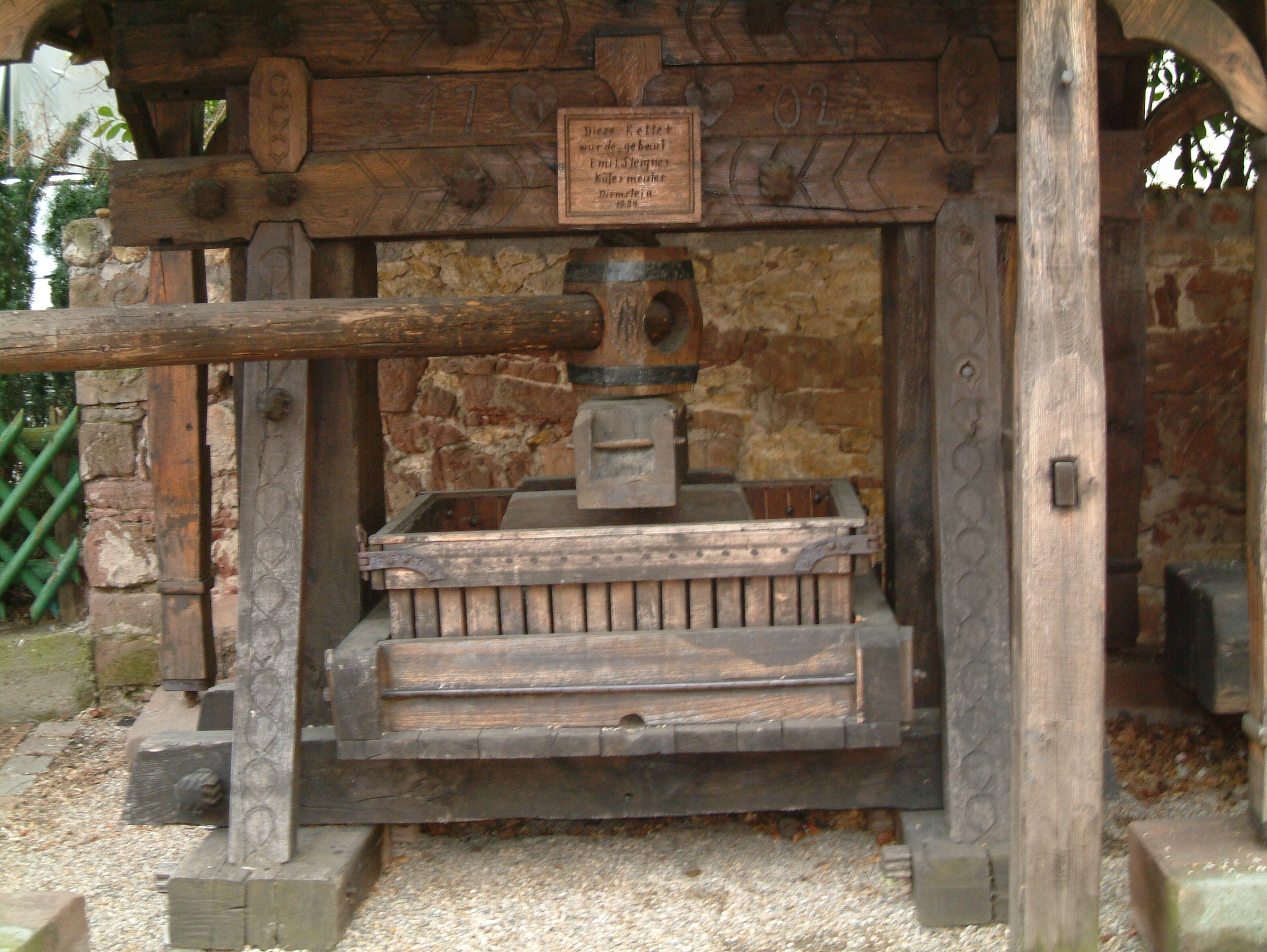
Weinkelter, Nachbau von Emil Steigner, 1984

Emil Steigner (* 27. Dezember 1908 in Erfweiler bei Dahn; † 29. Januar 2001 in Dirmstein) war ein deutscher Küfermeister, der sich durch vielfältige Aktivitäten um die Pflege handwerklicher und kultureller Traditionen in seinem pfälzischen Wohnort Dirmstein verdient machte. Überregional bekannt wurde er durch die Einrichtung und den Betrieb des Kleinen Weinmuseums sowie den Nachbau einer Weinkelter, die seit 1984 am Rande des Dirmsteiner Kirchplatzes aufgestellt ist und das Ortsbild nachdrücklich prägt.

## Ausbildung
Steigner war während seiner Ausbildung um 1930 als Handwerksbursche in Südwestdeutschland unterwegs. Dabei lernte er noch die traditionelle Holzbearbeitung, die anstelle von Maschinen weitgehend von Hand geführte Werkzeuge verwendete.

## Beruf

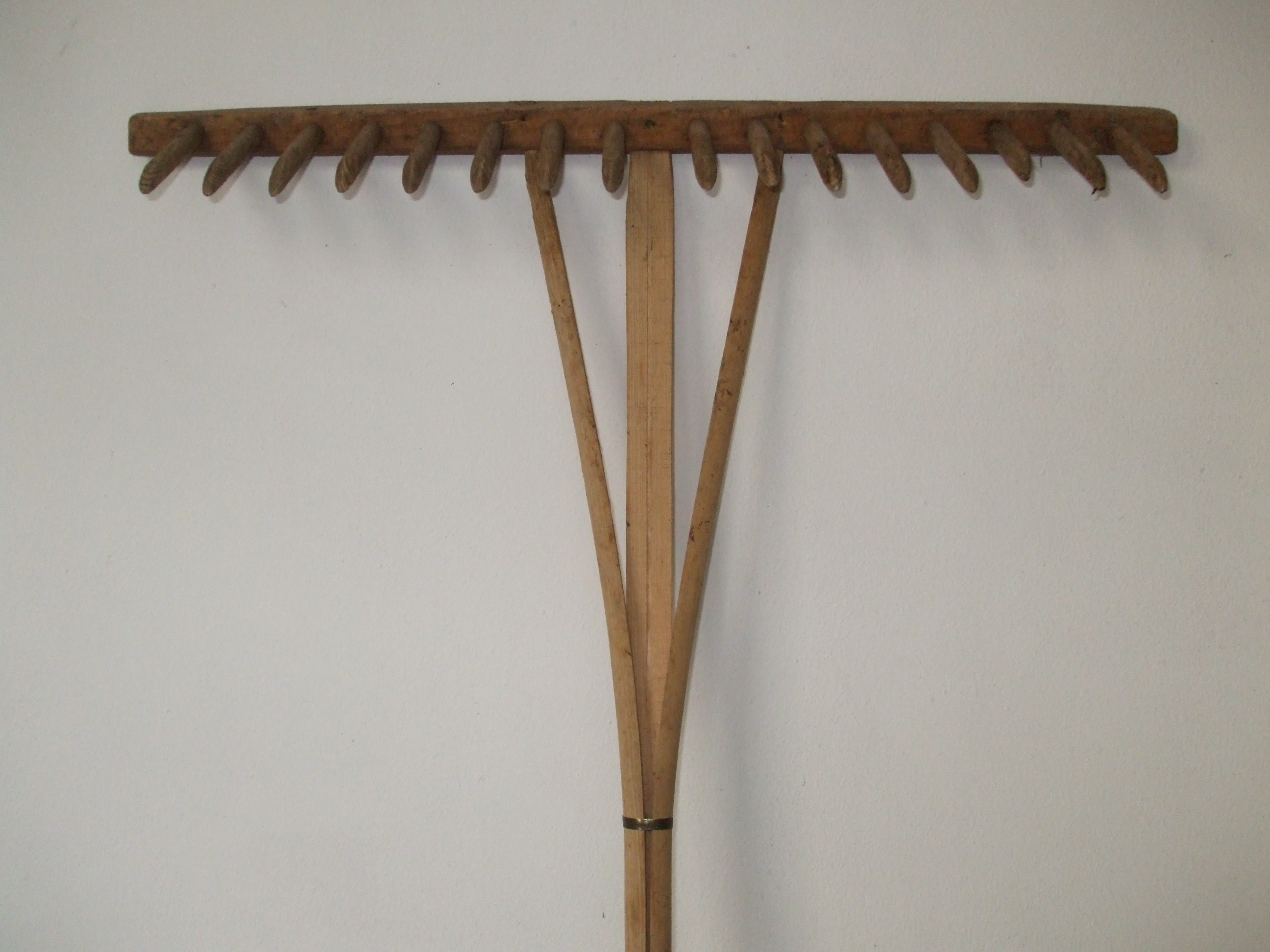
Handgefertigter Holzrechen

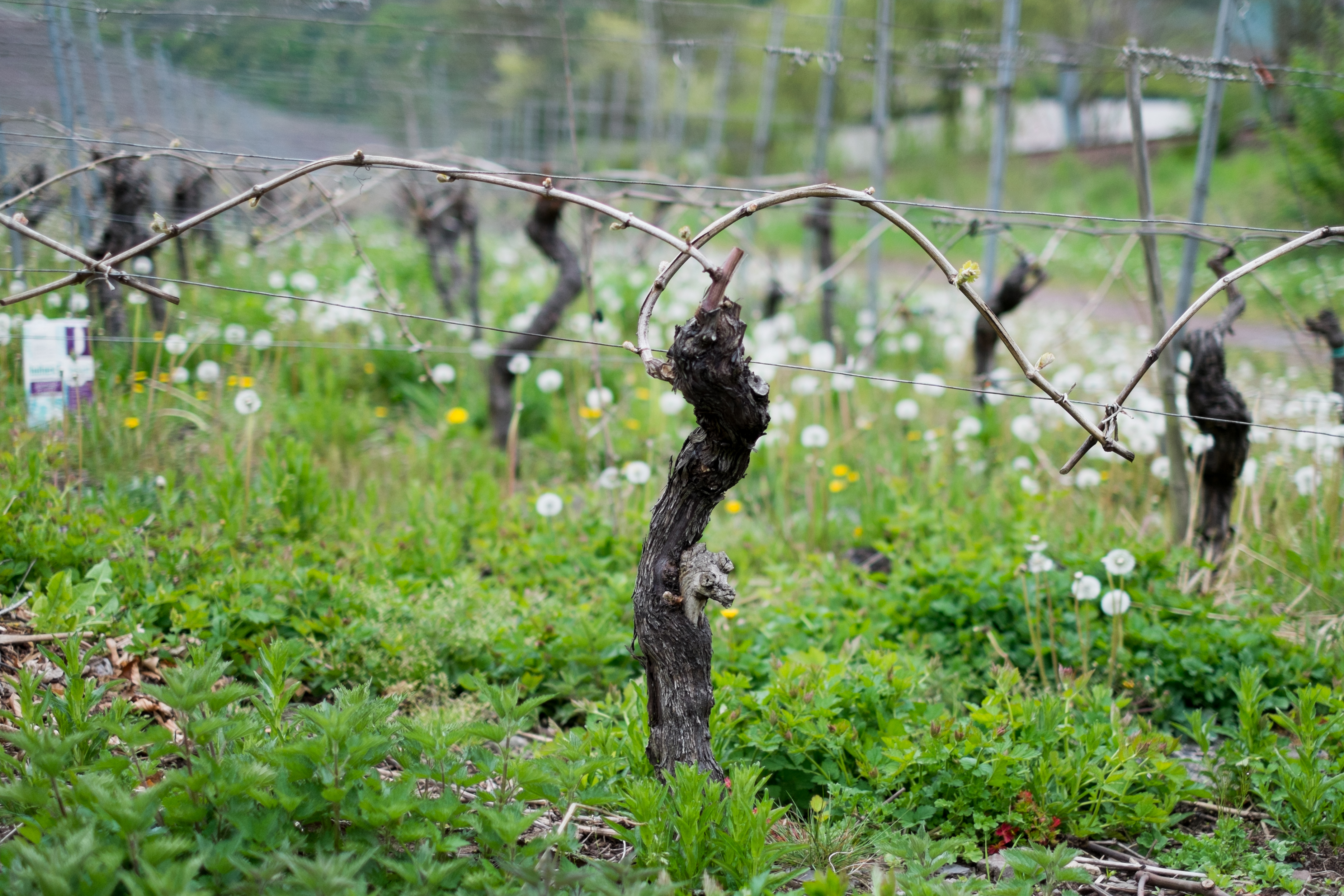
Rohmaterial für „Weinknorzen“

Während seines Berufslebens fertigte Steigner Gebrauchsgegenstände vorwiegend aus Holz, wie sie in der Landwirtschaft und vor allem im Weinbau üblich waren. Dazu gehörten nicht nur Weinfässer und offene Bütten, sondern auch Holzrechen mit geschnitzten Zähnen, Sensen oder kleine Handwagen. Zudem schuf er künstlerische Gegenstände, beispielsweise indem er die knorrig geformten Teile von Weinstöcken zu „Weinknorzen“ ausarbeitete, damit sie zur Dekoration von Weinstuben verwendet werden konnten.
Das Weingut, das Steigner bei seiner Einheirat in Dirmstein von seinem Schwiegervater übernommen hatte, führte er selbst bis in die 1970er Jahre weiter. Unter seiner Tochter Berta Wencel firmiert es weiterhin unter dem Namen Emil Steigner e. K.

## Ruhestand
Als Steigner den Ruhestand erreicht hatte, eröffnete er in seiner auf das 17. Jahrhundert zurückgehenden Dirmsteiner Werkstatt neben der Laurentiuskirche das Kleine Weinmuseum, in dem zu Lebzeiten des Gründers typische Gegenstände aus dem früheren bäuerlichen Alltag zur Schau gestellt waren. Sie besaßen entweder historischen Wert oder waren von Steigner originalgetreu nachgebaut worden. Sein bedeutendstes Replikat ist die große Weinkelter, die seit 1984 am Rande des Kirchplatzes steht, 20 Meter von Steigners ehemaliger Werkstatt entfernt.